# Sibayak
Sibayak (indonez. Gunung Sibayak) – wulkan w północnej części Sumatry w Indonezji; zaliczany do stratowulkanów. Wysokość 2212 m n.p.m., średnica krateru 900 m.
Leży w górach Barisan ok. 50 km na północny zachód od jeziora Toba, w pobliżu miasta Berastagi. Jest jednym ze stożków wulkanicznych usytuowanych w pobliżu południowej krawędzi kaldery Singkut, której średnica wynosi 9 km.
Ostatnia zanotowana erupcja w 1881 r.